# جان لوگان (نویسنده)
جان دیوید لوگان (انگلیسی: John David Logan؛ زادهٔ ۲۴ سپتامبر ۱۹۶۱) نمایش‌نامه‌نویس، فیلم‌نامه‌نویس، تهیه‌کننده و کارگردان آمریکایی است. او در سال ۱۹۸۳ از دانشگاه نورث‌وسترن شیکاگو فارغ‌التحصیل شد و ابتدا کار خود را با نمایشنامه‌نویسی آغاز کرد و سپس به نوشتن فیلمنامه روی آورد. او با نمایشنامهٔ قرمز که در سال ۲۰۰۹ در لندن و ۲۰۱۰ در برادوی اجرا شد جایزه تونی را از آن خود کرد و در سال ۱۹۹۶ اولین اثر سینمایی خود را با نام ترنادو نوشت. لوگان در سال ۲۰۱۱ نامزد دریافت جایزه اسکار برای بهترین فیلم‌نامه و در سال ۲۰۰۸ برنده جایزه گلدن گلوب در همین عنوان برای فیلم سوئینی تاد: آرایشگر شیطانی خیابان فلیت شد.

## فیلم‌شناسی

### فیلم
| سال  | عنوان                                  | نویسنده | تهیه‌کننده       |
| ---- | -------------------------------------- | ------- | --------------- |
| ۱۹۹۹ | خفاش‌ها                                 | آری     | اجرایی          |
| ۱۹۹۹ | هر یکشنبه کذایی                        | آری     | نه              |
| ۲۰۰۰ | گلادیاتور                              | آری     | نه              |
| ۲۰۰۲ | ماشین زمان                             | آری     | تهیه‌کننده مشترک |
| ۲۰۰۲ | پیشتازان فضا: نمسیس                    | آری     | نه              |
| ۲۰۰۳ | سندباد: افسانه هفت دریا                | آری     | نه              |
| ۲۰۰۳ | آخرین سامورایی                         | آری     | نه              |
| ۲۰۰۴ | هوانورد                                | آری     | نه              |
| ۲۰۰۷ | سوئینی تاد: آرایشگر شیطانی خیابان فلیت | آری     | آری             |
| ۲۰۱۱ | رنگو                                   | آری     | نه              |
| ۲۰۱۱ | کوریولانوس                             | آری     | آری             |
| ۲۰۱۱ | هوگو                                   | آری     | نه              |
| ۲۰۱۲ | اسکای‌فال                               | آری     | نه              |
| ۲۰۱۴ | جیمی مارکس مرده‌است                     | نه      | اجرایی          |
| ۲۰۱۵ | اسپکتر                                 | آری     | نه              |
| ۲۰۱۶ | نابغه                                  | آری     | آری             |
| ۲۰۱۷ | بیگانه: کاوننت                         | آری     | نه              |
| ۲۰۲۲ | آن‌ها/آن‌ها                              | آری     | نه              |
| ۲۰۲۵ | مایکل                                  | آری     | نه              |

### تلویزیون
| سال       | عنوان                        | نویسنده | تهیه‌کننده اجرایی | سازنده | توضیحات                                       |
| --------- | ---------------------------- | ------- | ---------------- | ------ | --------------------------------------------- |
| ۱۹۹۶      | ترنادو!                      | آری     | نه               | نه     | فیلم تلویزیونی                                |
| ۱۹۹۹      | آرکی‌او ۲۸۱                   | آری     | نه               | نه     | فیلم تلویزیونی                                |
| ۲۰۱۴–۲۰۱۶ | داستان عامه‌پسند              | آری     | آری              | آری    | تهیه‌کننده اجرایی (۲۷ قسمت)؛ نویسنده (۲۴ قسمت) |
| ۲۰۲۰      | داستان عامه‌پسند: شهر فرشتگان | آری     | آری              | آری    | تهیه‌کننده اجرایی (۱۰ قسمت)؛ نویسنده (۶ قسمت)  |

## نمایشنامه
- قرمز (برندهٔ جایزهٔ تونی ۲۰۱۰)؛ ۲۰۰۹